# Pucino

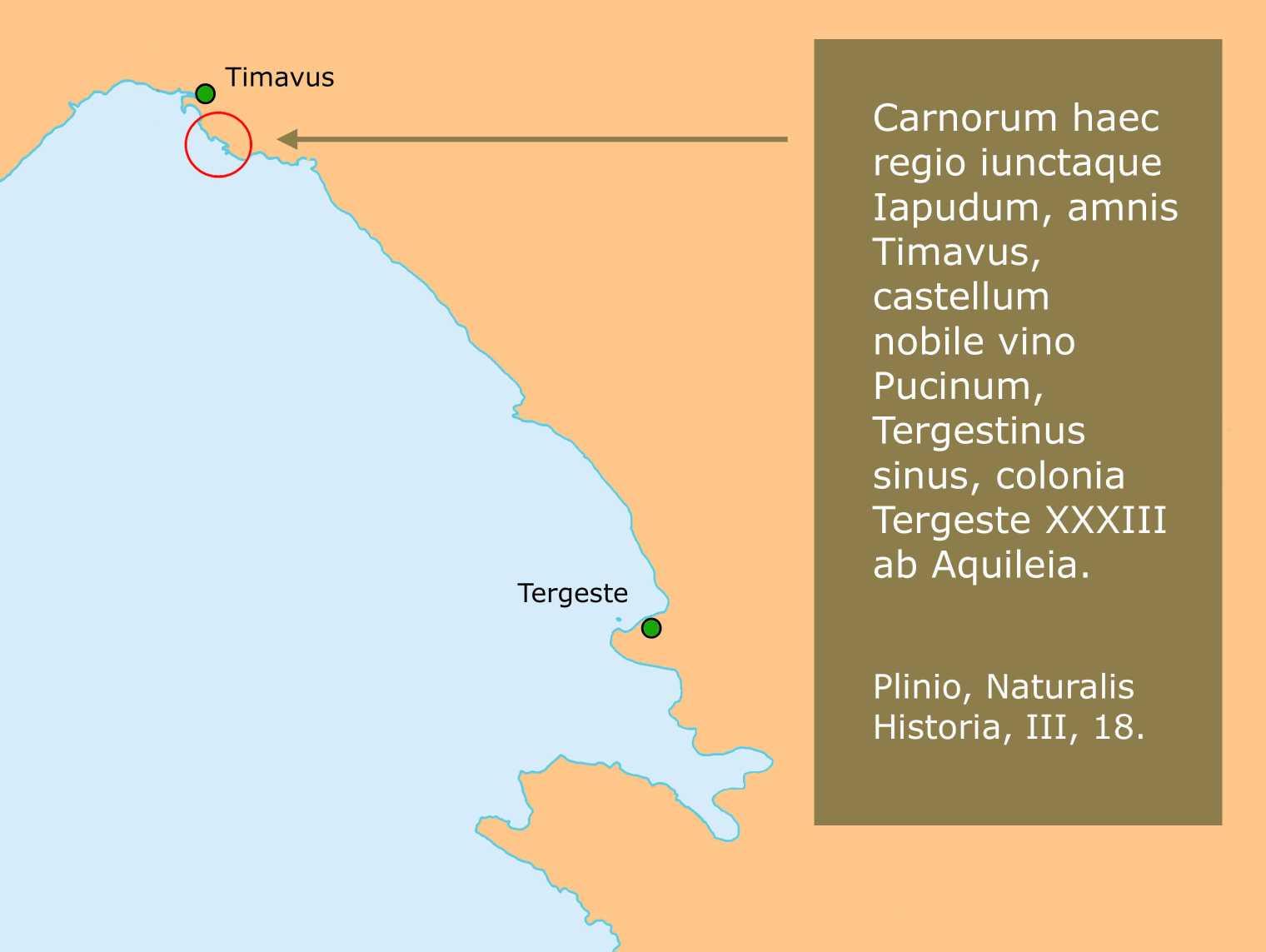
Ubicazione del all'interno del "sinus Tergestinus" (Plinio NH, III, 18)

Il pucìno era un vino dell'antichità (lat. pucīnum), prodotto nell'omonima località (castellum Pucīnum) posta secondo le fonti storiche nei pressi delle sorgenti del Timavo in direzione di Trieste e quindi nell'attuale comune di Duino-Aurisina, in provincia di Trieste.
La sua fama è strettamente collegata alla figura di Livia, seconda moglie dell'imperatore Augusto, che, facendone uso esclusivo e quotidiano raggiunse l'invidiabile età, per l'epoca, di 86 anni, attribuendo alle proprietà medicinali del vino tale merito.
Tutto quello che sappiamo del pucino proviene da un'unica fonte: la Naturalis Historia di Gaio Plinio Secondo, più conosciuto come Plinio il Vecchio, nella quale si descrivono le caratteristiche del luogo di coltivazione del vitigno posto su un colle sassoso, cui la brezza marina conferiva caratteristiche particolari e tali da renderlo il più adatto all'uso medico. In altro passo dell'opera, Plinio ribadisce le caratteristiche tipicamente carsiche del suolo su cui veniva allevato il vitigno (composto quindi in prevalenza da pietre), usandolo come termine di paragone per le condizioni limite di coltivazione della vite e mettendolo in antitesi alle paludi pontine in cui le viti del cecubo stavano quasi "a bagno".
Allo stato attuale delle conoscenze, qualsiasi paragone con le caratteristiche degli odierni prodotti enologici dell'area appare piuttosto azzardato. L'errata lettura di un altro passo dell'opera di Plinio, relativo alle uve da tavola allevate sulle pergole, tra le quali la "picina omnium nigerrima", che si pensava fosse riferita al pucino, non ha fatto che aumentare la confusione sull'argomento.
Morta Livia, il vino non è più citato nelle fonti e viene "riscoperto" a Trieste ai primi del Cinquecento, solo in forma letteraria, per fare da supporto ad un'operazione di promozione del prodotto enologico locale la "ribolla", creando le premesse per la nascita della denominazione del prosecco.